# Flugplatz St. Peter-Ording

i7
i11
i13
Der Verkehrslandeplatz St. Peter-Ording liegt auf der Halbinsel Eiderstedt an der Westküste von Schleswig-Holstein. Er befindet sich zu beiden Seiten der Gemeindegrenze zwischen dem Nordseeheil- und Schwefelbad St. Peter-Ording und der östlich angrenzenden Gemeinde Tating. Hier dürfen Motorflugzeuge, Motorsegler, Ultraleichtflugzeuge, aber auch Hubschrauber bis zu 5700 kg betrieben werden. Auf dem 11 ha großen Gelände befinden sich u. a. eine Tankstelle sowie ein Hangar und ein Turm. Es gibt in beschränkter Anzahl Stellplätze.
In den Jahren 2013 und 2014 wurde der gesamte Flugplatz erneuert. Die Maßnahmen umfassten sowohl die Instandsetzung der Flugzeughallen als auch die Modernisierung des Towers und eine Neuausstattung des Flugplatzrestaurants. Hinzu kamen ergänzende Abstellflächen für Flugzeuge. Wiedereröffnung war der 1. April 2015.
Seit dem 20. Januar 2014 ist ein Rettungshubschrauber der Firma Northern HeliCopter GmbH auf dem Flugplatz stationiert. Dieser ist primär für die Baustellen der Offshore-Windenergieanlagen in der deutschen Bucht zuständig, kann aber auch für allgemeine Suchaktionen angefordert werden. Der Rettungshubschrauber ist vom Typ Aérospatiale SA 365. Die Besatzung dieses Rettungshubschraubers besteht aus fünf Personen pro Schicht und lebt während der Bereitschaft auf dem Flugplatz.

## Fluggesellschaften und Ziele
Die im Jahr 2019 aufgelöste Fluggesellschaft Privateways betrieb unter den Markennamen Yourways Flüge von und zum Flugplatz Wilhelmshaven und Flughafen Sylt. Es werden auf Anfrage Taxi- und Rundflüge nach Helgoland, Westerland oder Wyk auf Föhr angeboten. Auch Charterflüge mit einer Cessna stehen zur Verfügung.

## Galerie

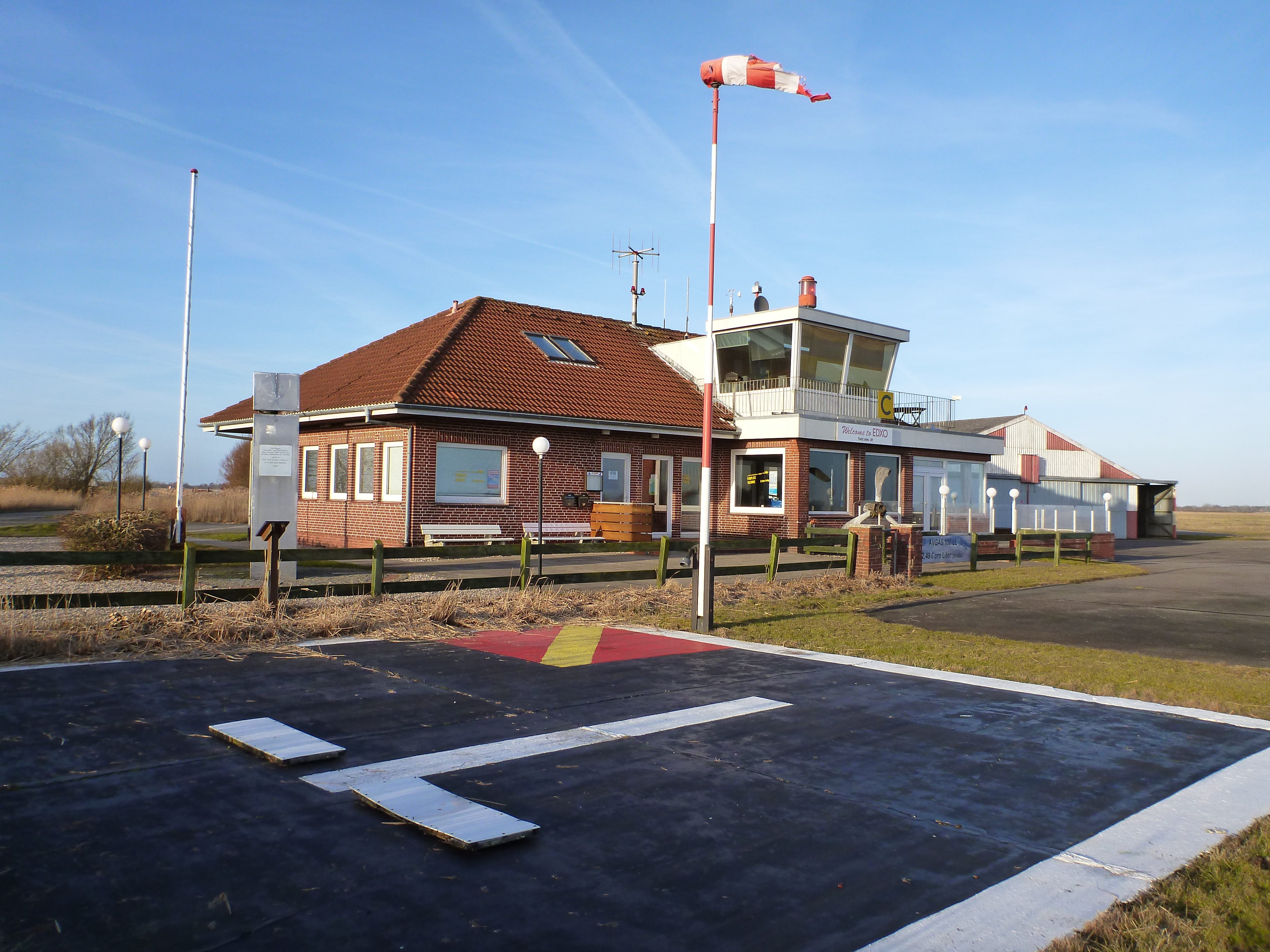
Tower
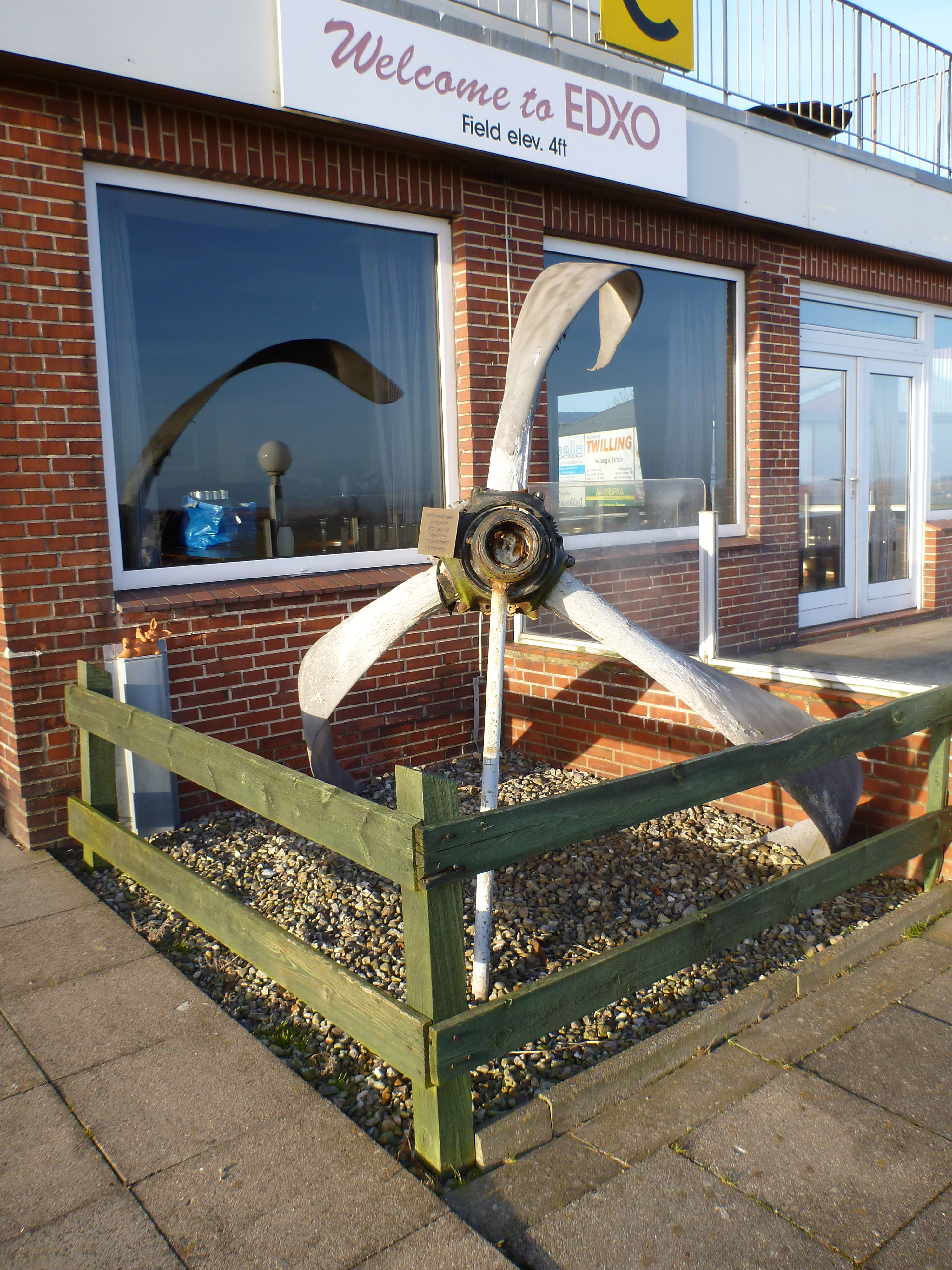
De Havilland Propeller vor dem Tower
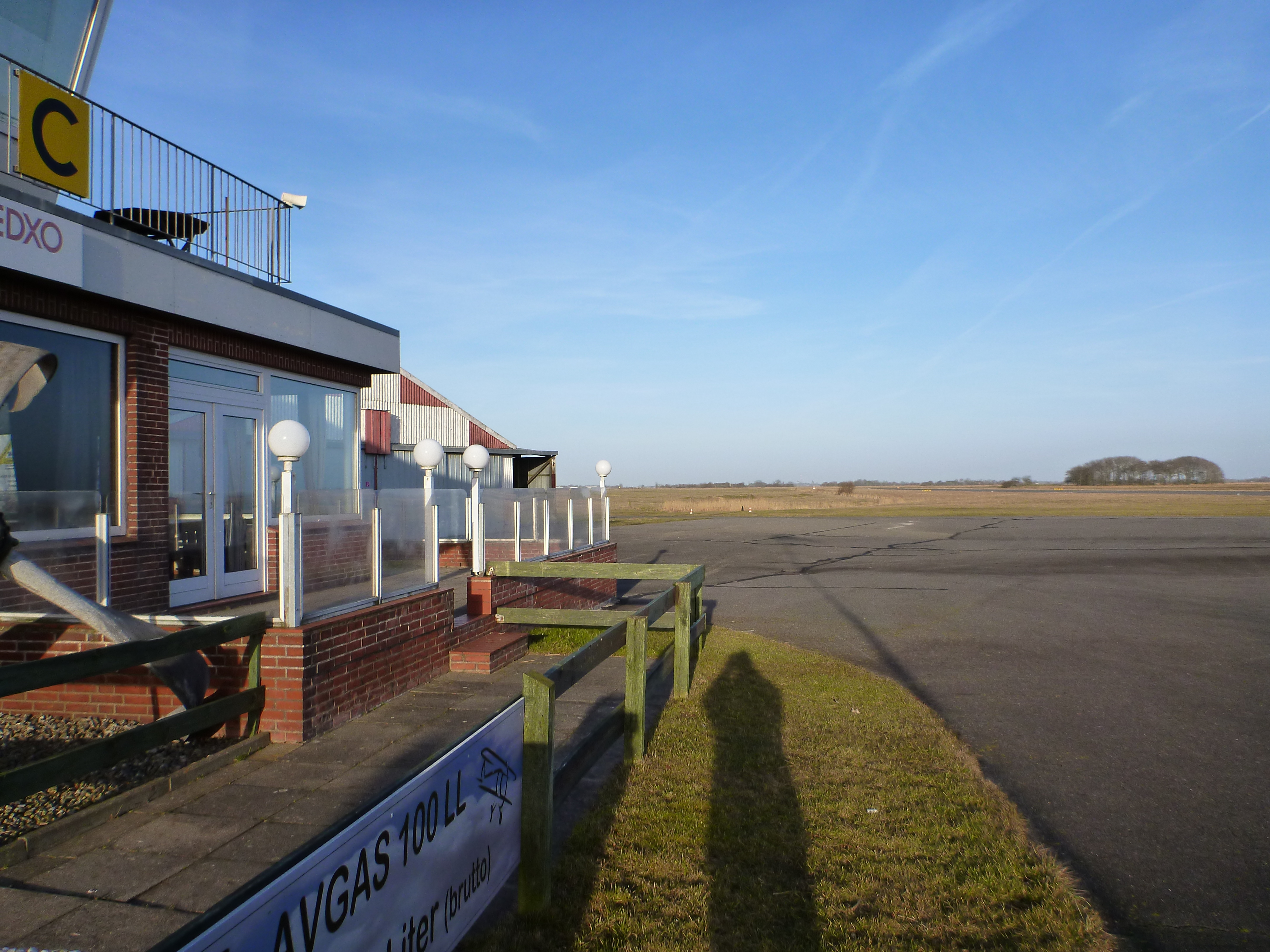
Tower und Rollfeld